# Estación de Las Cabezas de San Juan
Las Cabezas de San Juan es una estación ferroviaria situada en el municipio español de Las Cabezas de San Juan, en la provincia de Sevilla, comunidad autónoma de Andalucía. Dispone de servicios de Media Distancia operados por Renfe. Aunque no pertenece como tal a la línea C-1 de Cercanías Sevilla algunos trenes de cercanías sí llegan hasta la estación. 

## Situación ferroviaria
Se encuentra en el punto kilométrico 60 de la línea férrea de ancho ibérico Alcázar de San Juan-Cádiz, entre las estaciones de Utrera y de Lebrija. El kilometraje toma como punto de partida la ciudad de Sevilla, ya que este trazado va unido a la línea Sevilla-Cádiz posteriormente integrada por Adif en la ya mencionada línea Alcázar de San Juan-Cádiz. El tramo es de vía doble banalizada y está electrificado. 

## Historia
La estación fue inaugurada el 1 de mayo de 1860 con la apertura del tramo Sevilla-Jerez de la Frontera de la línea que pretendía unir Sevilla con Cádiz. Las obras corrieron a cargo de la Compañía de los Ferrocarriles de Sevilla a Jerez y de Puerto Real a Cádiz que poco después cambió su nombre al de Compañía de los Ferrocarriles de Sevilla a Jerez y Cádiz. En 1879, optó por vender la línea a la Compañía de los Ferrocarriles Andaluces que pagó por ella 6 millones de pesetas. En 1936, durante la Seguna República Andaluces fue nacionalizada e integrada en la Compañía Nacional de los Ferrocarriles del Oeste debido a sus problemas económicos. Esta situación no duró mucho ya que en 1941, con la nacionalización de toda la red ferroviaria española, la estación pasó a manos de RENFE.
Desde el 31 de diciembre de 2004 Renfe Operadora explota la línea mientras que Adif es la titular de las instalaciones ferroviarias.
A partir del 10 de noviembre de 2014, se procedió a la apertura de la nueva estación de Las Cabezas, sobre la nueva traza de la LAV Sevilla-Cádiz, estando alejada unos metros de la estación antigua.

## Servicios ferroviarios

### Media Distancia
Renfe Operadora presta servicios de Media Distancia en la estación gracias a su línea 65 que une Sevilla con Cádiz con una frecuencia que alcanza, en días laborables los cuatro trenes en ambos sentidos. Algunos de estos tienen como destino/origen la estación de Córdoba. 
| Línea MD | Trenes | Origen/Destino  |  | Destino/Origen |
| -------- | ------ | --------------- |  | -------------- |
| 65       | MD     | Sevilla Córdoba |  | Cádiz          |

### Cercanías
Si bien la línea C-1 de Cercanías Sevilla tiene como terminal sur la estación de Utrera algunos trenes continúan hasta Las Cabezas de San Juan y Lebrija. En concreto, 5 son los trenes que en días laborables prolongan su recorrido.
| procedencia/destino | < estación | Línea | estación > | destino/procedencia |
| ------------------- | ---------- | ----- | ---------- | ------------------- |
| Lora del Río        | Utrera     |       | Lebrija    | Lebrija             |